# Schlacht von Mentana
Die Schlacht von Mentana war eine Schlacht während des garibaldinischen Feldzuges im Agro Romano. Sie wurde am 3. November 1867 zwischen italienischen Freiwilligen unter Giuseppe Garibaldi und französisch-päpstlichen Truppen des Kirchenstaats bei Mentana in der Region Latium ausgetragen. Die Schlacht endete mit einer Niederlage der italienischen Freischärler.

## Hintergrund
Nach der Niederschlagung der Revolutionen von 1848/1849 wurde Turin, die Hauptstadt des Königreichs Sardinien, zunehmend zum Zentrum des Risorgimento. Durch die Erfahrungen der Revolution war die Überzeugung einiger Vertreter des Risorgimento gereift, dass Italien seine Einheit nicht allein erreichen könne, sondern dass dazu auch Bündnisse mit ausländischen Staaten notwendig seien. Durch das Scheitern der Revolution war die demokratische Bewegung, die bis dahin lange Zeit prägende Kraft des Risorgimento, nicht nur in Italien, sondern in ganz Europa geschwächt worden.
Obwohl französische Truppen seit 1849 für den Kirchenstaat und den Papst in Rom eine wichtige Schutzmacht darstellten, befürwortete Napoleon III. eine Einigung Italiens, um seine eigene Position in Europa zu stärken. Das französische Kaiserreich sagte Sardinien-Piemont zu, es bei einem Krieg gegen Österreich zur Eroberung Venetiens zu unterstützen. Dafür sollte Sardinien Nizza und Savoyen an Frankreich abtreten.
Im Frühjahr des Jahres 1859 kam es zum Sardinischen Krieg. Österreichische Truppen marschierten in Sardinien-Piemont ein. Die österreichischen Truppen wurden jedoch in der Schlacht von Solferino entscheidend geschlagen. Napoleon III. zog sich nach dem Sieg über Österreich auf Druck anderer Großmächte aus dem Krieg zurück. So erhielt Sardinien-Piemont nach dem Frieden von Zürich am 10. November 1859 nur die Lombardei, während Venetien noch in österreichischem Besitz verblieb.
Im September 1860 rückten Truppen des Königreichs Sardinien in die Provinzen des Kirchenstaats ein. In der Nähe von Ancona unterlag die päpstliche Armee in der Schlacht von Castelfidardo. Der restliche Kirchenstaat stand unter französischem Schutz und wurde nicht weiter angegriffen. Nach diesem Sieg stießen die unter dem Befehl von König Vittorio Emanuele II. stehenden sardinischen Truppen weiter nach Süden vor, bis sie sich mit den Freischärlern Garibaldis vereinigen konnten.
Rom wurde schon lange von italienischen Nationalisten, etwa der Bewegung Junges Italien, als natürliche Hauptstadt eines geeinten Italiens angesehen. 1848 war Giuseppe Garibaldi als Anführer einer Revolutionsarmee daran beteiligt, unter Beseitigung des Kirchenstaats eine Römische Republik zu gründen. 1859 focht er mit seinen Cacciatori delle Alpi gegen das Kaisertum Österreich für die Ziele des Risorgimento. Im Jahr 1862 unternahmen Freischärler und seinem Kommando sowie reguläre piemonteser Truppen einen weiteren Versuch am Aspromonte, Italien mit Rom als Hauptstadt zu einigen. 1864 vereinbarte das Königreich Italien mit dem Französischen Kaiserreich allerdings die Septemberkonvention, wonach sich Italien verpflichtete, den Kirchenstaat nicht anzugreifen und jeden Angriff von außen auf ihn zu verhindern. Für dieses Zugeständnis verpflichtete sich Frankreich, seine Truppen aus dem Kirchenstaat schrittweise innerhalb von zwei Jahren abzuziehen. Um dies militärisch auszugleichen, verstärkte der Kirchenstaat seine Streitkräfte mit Unterstützung Frankreichs durch Aufbau der Legion von Antibes. Im Oktober 1867 versuchte Garibaldi mit einigen Freischaren erneut, Rom einzunehmen.

## Invasion des Kirchenstaats

### Kämpfe in Rom
Im August 1866, nach dem dritten Italienischen Unabhängigkeitskrieg, gewann Italien die Gebiete um Mantua und Venedig. Um die territoriale Einheit des neuen Nationalstaats zu vervollständigen, musste Rom und der restliche Kirchenstaat eingenommen werden. Aufgrund seiner großen Popularität konnte Garibaldi eine Armee von Freischärlern und Kombattanten formieren. Garibaldi hoffte auf einen Aufstand in Rom, um die Stadt leichter einnehmen zu können. Seine offenkundigen Vorhaben ermöglichten es dem französischen Kaiser Napoleon III. jedoch, eine Garnison nach Rom zu entsenden, welche die päpstlichen Truppen verstärkte.
Garibaldis Freiwillige fielen im Oktober 1867 in der Region Latium ein. Am 22. Oktober 1867 konnten einige Revolutionäre Teile von Rom unter ihre Kontrolle bringen, wurden aber bald darauf besiegt und zurückgedrängt. Die letzte Gruppe von Partisanen konnte am 25. Oktober 1867 gefangen genommen werden. Sie wurden 1868 in Rom hingerichtet.

### Schlacht bei Mentana

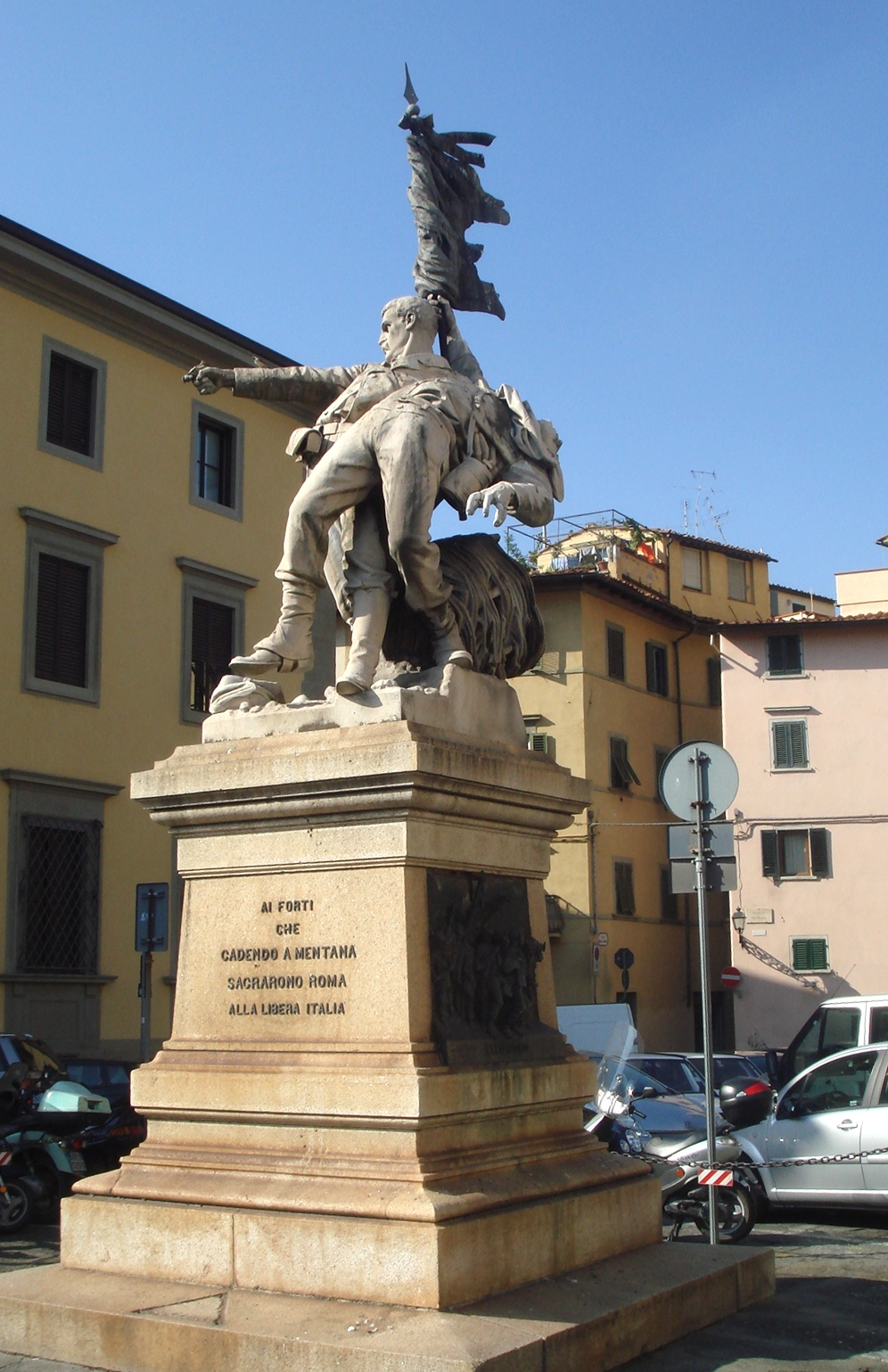
Florenz, Denkmal für die Gefallenen von Mentana von Oreste Calzolari (1902)

Am 3. November 1867 verließen päpstliche und französische Soldaten unter dem Befehl von Hermann von Kanzler die Stadt, um Garibaldis verbleibende Truppen an der Via Nomentana anzugreifen. Die verbündeten Truppen waren gut ausgebildet und die Franzosen waren mit dem neuen Chassepotgewehr ausgerüstet. Dadurch hatten die päpstlichen Truppen einen großen Vorteil. Die italienischen Freischärler waren schlecht bewaffnet und hatten kaum Ausbildung erfahren. Garibaldi hatte außerdem keine Artillerie und kaum Kavallerie.
Die beiden Armeen trafen in der Nähe des Dorfes Mentana aufeinander. Garibaldi konnte sich mit den verbleibenden Kombattanten in der befestigten Siedlung verschanzen und die Angriffe bis zum Abend abwehren. Nachdem die Straßen nach Rom von französischen Zuaven besetzt worden waren, blieb ihm nur der Rückzug. Einige Freiwillige blieben in Mentana, mussten sich aber am nächsten Tag ergeben.
Am 4. November erreichte Garibaldi mit ungefähr 5000 Soldaten die Grenzen des Königreichs Italien. Die gefallenen Kombattanten wurden in Massengräbern bei Mentana bestattet.
Rom konnte erst im September 1870, als die französischen Truppen durch den Deutsch-Französischen Krieg gebunden waren, von der italienischen Armee eingenommen und zur Hauptstadt des Königreichs Italien ausgerufen werden.

## Gedenken
In Mentana selbst sowie in Mailand (1880) und Florenz (1902) wurden Denkmäler für die Gefallenen der Truppen Garibaldis errichtet. In Rom ließ Pius IX. auf dem Campo Verano ein Denkmal für die gefallenen Soldaten des Kirchenstaats und die Gefallenen der auswärtigen Hilfstruppen errichten.